# رشاف
رشاف (به عربی: رشاف) یک منطقهٔ مسکونی در لبنان است که در شهرستان بنت جبیل واقع شده‌است.
 رشاف   ۷۰۰ متر بالاتر از سطح دریا واقع شده‌است.